# Verla
Verla là một ngôi làng nhà máy nằm ở Jaala, Kouvola, phía nam Phần Lan, cách Helsinki khoảng 160 km. Nó có nhà máy xay gỗ làm giấy từ thế kỷ 19, được bảo quản tốt. Ngày nay, nhà máy xay gỗ và xưởng sản xuất giấy đã ngừng hoạt động và trở thành bảo tàng với đầy đủ máy móc, dụng cụ sản xuất. Nó đã được UNESCO công nhận là Di sản thế giới từ năm 1996.

## Lịch sử
Năm 1872, Hugo Neuman thành lập một nhà máy xay gỗ ở làng Verla. Phần lớn sản phẩm được bán cho Nga. Năm 1876, nhà máy bị cháy và Neuman phải ngưng sản xuất vì không có kinh phí để phục hồi.
Năm 1882, hai doanh nhân người Áo là Gottlieb Kreidl và Louis Haenel thành lập một nhà máy xay bột gỗ mới lớn hơn, cùng với đó là một nhà máy sản xuất bột giấy. Một trong các cổ đông chính là viên lãnh sự Đan Mạch Wilhelm Dippell, là một doanh nhân giàu có ở Viborg. Năm 1892, các nhà máy lại trải qua một trận hỏa hoạn do khi đó nó vẫn được làm bằng gỗ. Sau đó, nhà máy được xây lại bằng gạch do kiến trúc sư Eduard Dippel, là em của Wilhelm Dippell thiết kế. Các nhà máy này xây bằng gạch đỏ có một ngọn tháp, trông giống như nhà thờ.
Khi Wilhelm Dippell qua đời vào năm 1906, Verla trở thành một công ty cổ phần dưới tên A.B. Verla Träsliperi och Pappfabrik. Việc sản xuất tiếp tục cho tới năm 1920, khi Kissakoski mua lại nhà máy này. Năm 1922, Kymi nắm các cổ phần (nay là hãng UPM-Kymmene Corporation). Các nhà máy còn tiếp tục vận hành trong 40 năm tiếp theo, dù rằng việc sản xuất đã suy giảm dần. Thập niên 1920, một nhà máy thủy điện được thiết lập và khai trương năm 1954.
Ngày 18 tháng 6 năm 1964, các nhà máy nói trên chấm dứt hoạt động vì các công nhân nghỉ hưu hoặc dời bỏ nhà máy. Cùng ngày, dây chuyền sản xuất của các nhà máy này đã được quay phim làm tài liệu về tiến trình sản xuất ở Verla. Ngày nay, nhà máy thủy điện vẫn tiếp tục cung cấp điện cho khu vực.

## Hình ảnh

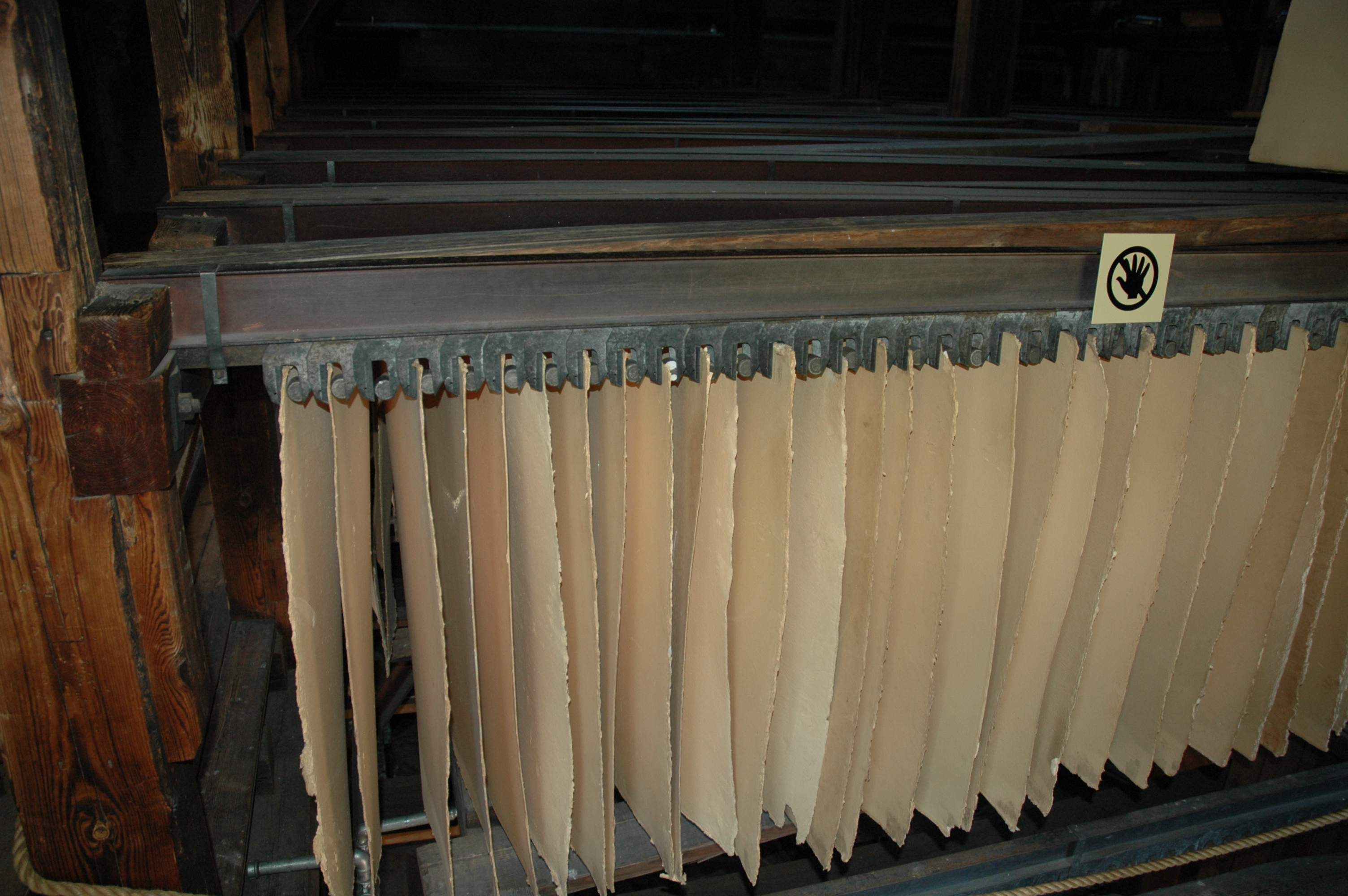
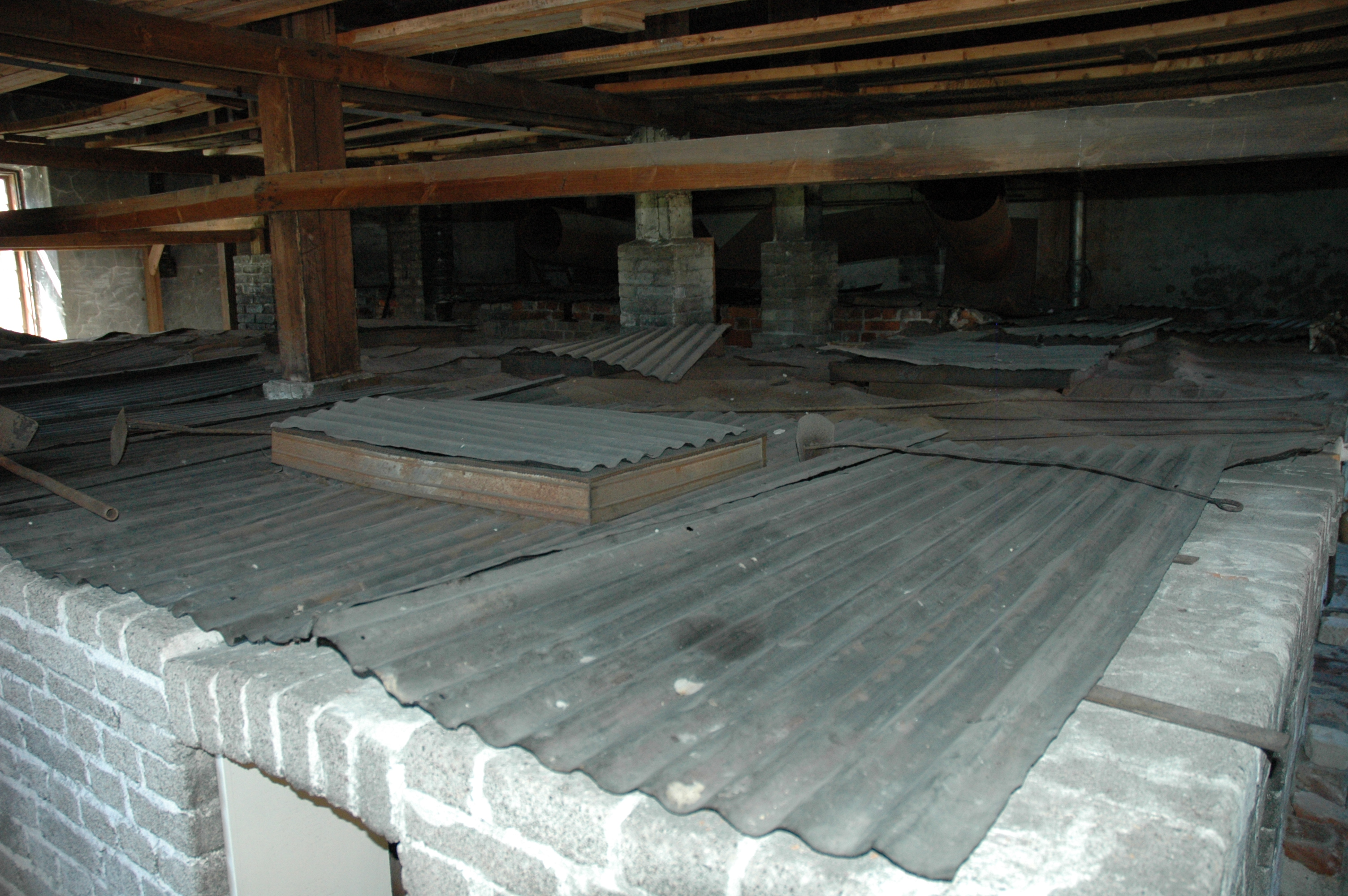
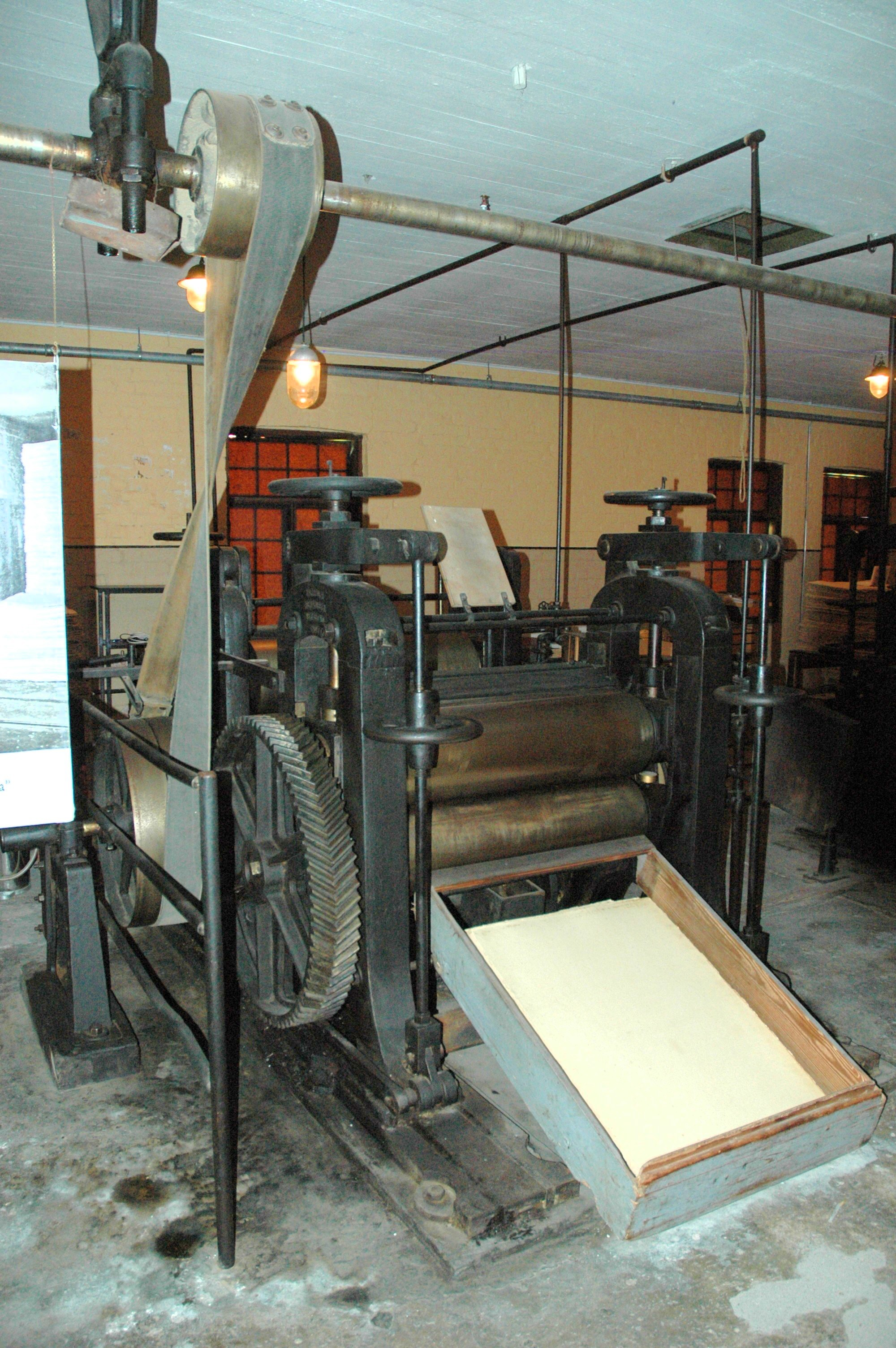
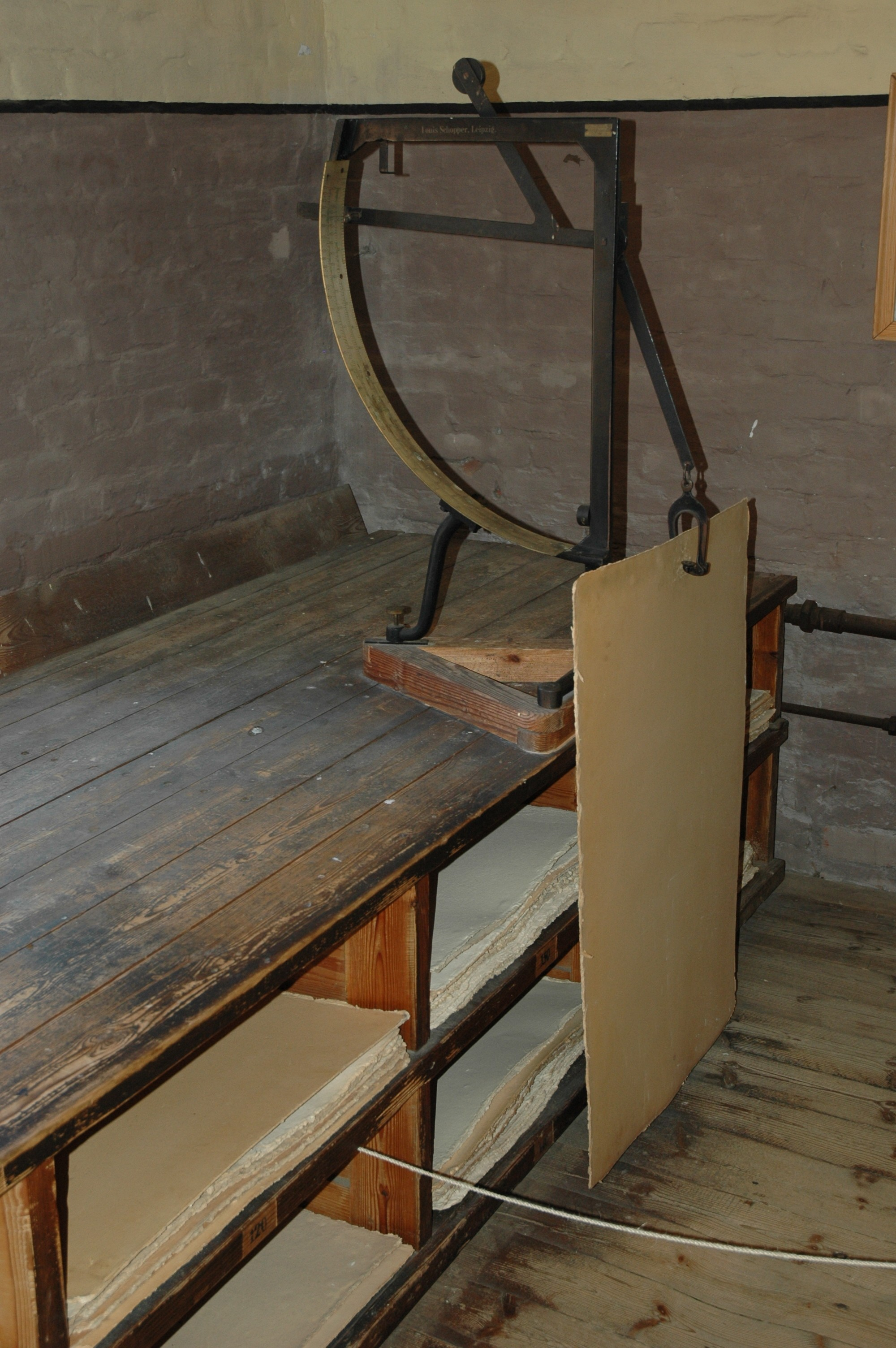

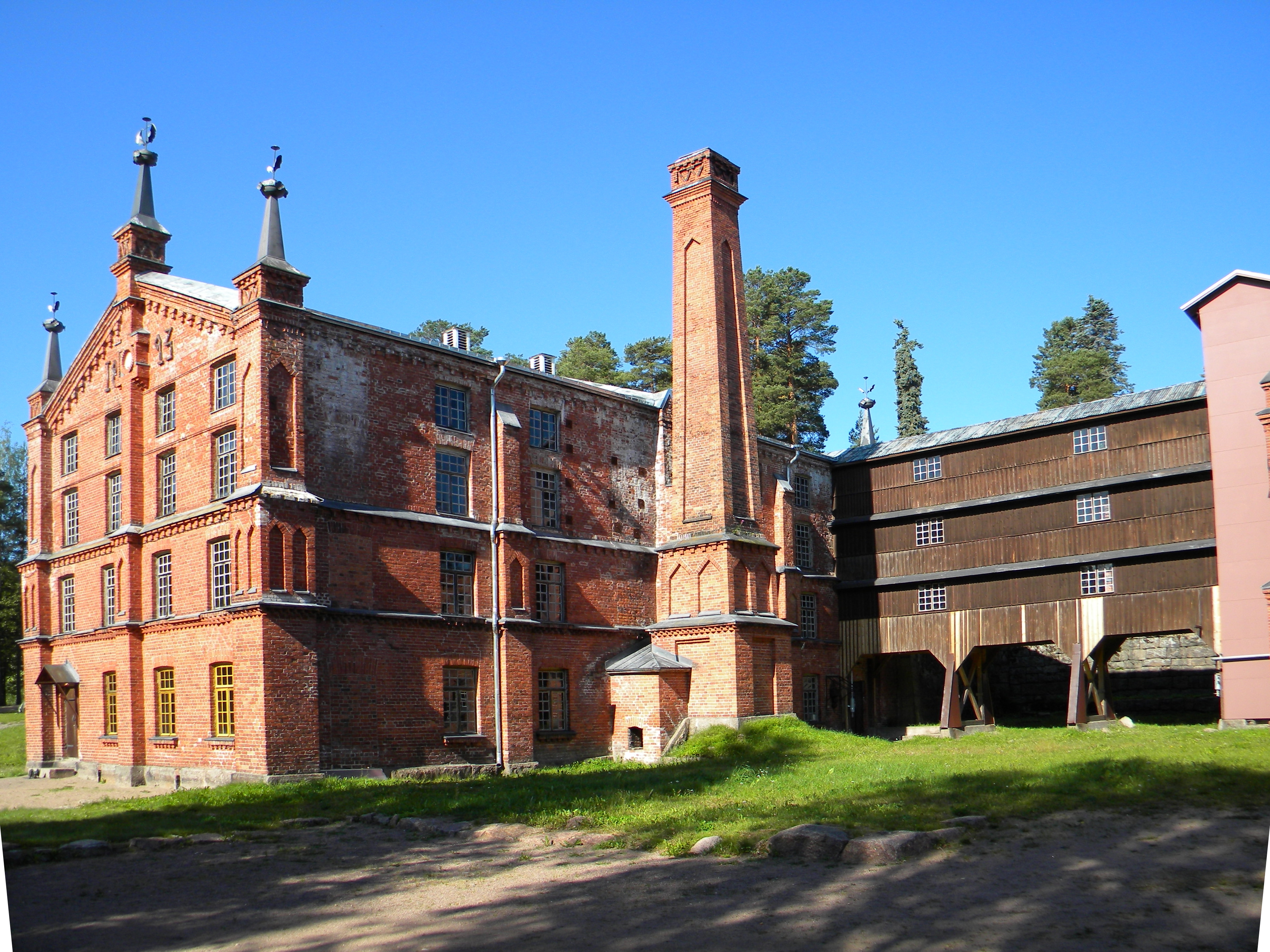
Bảo tàng
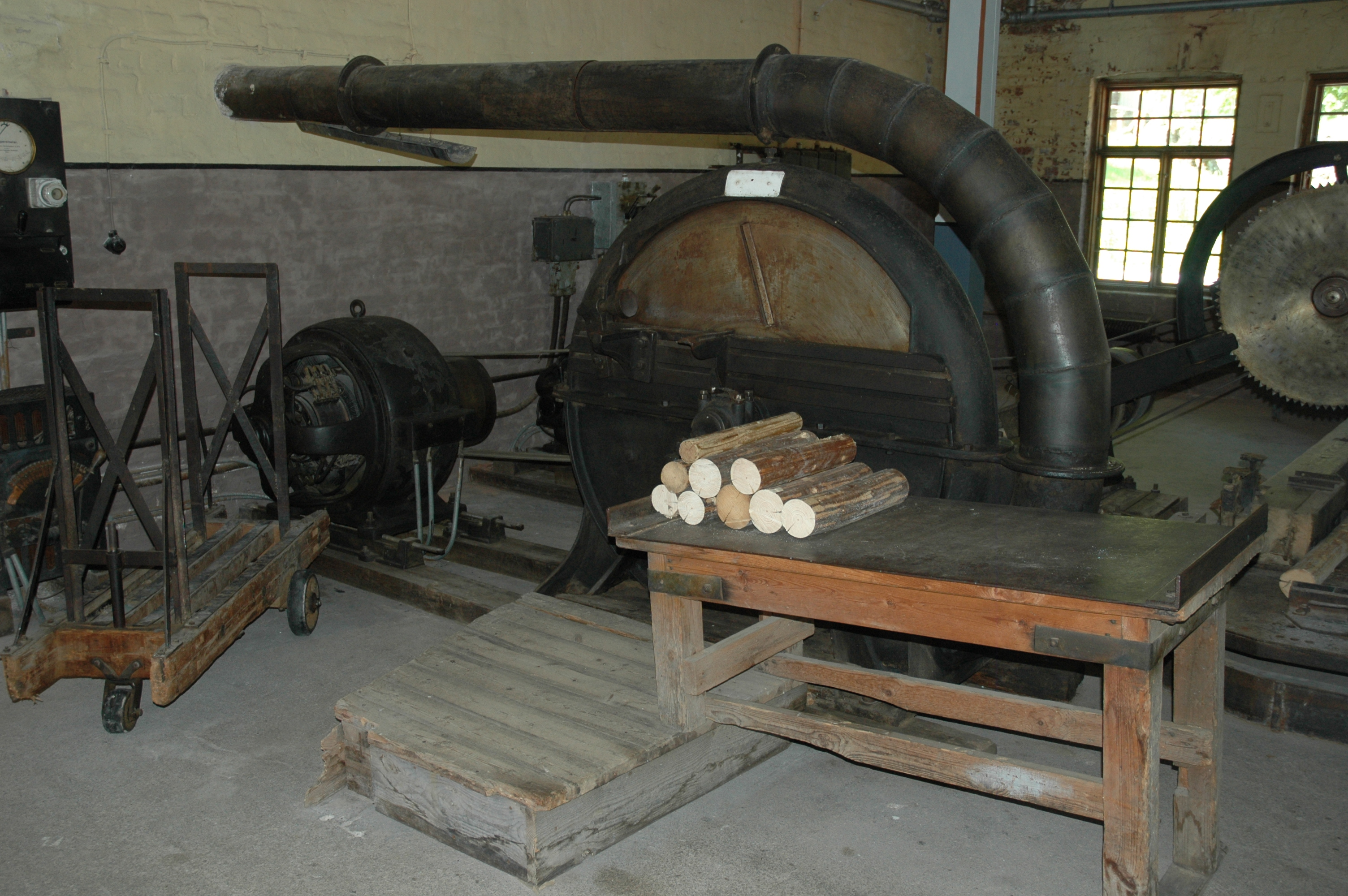
Máy cắt
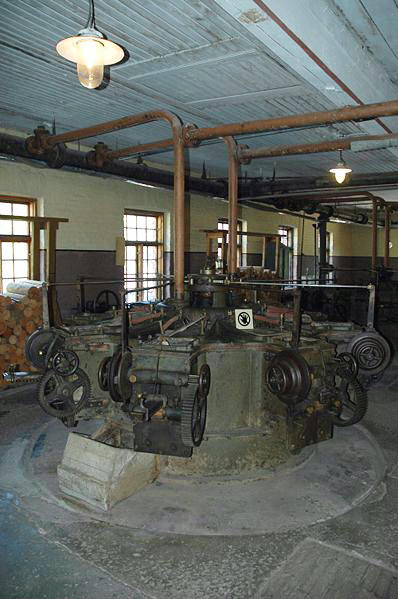
Máy mài
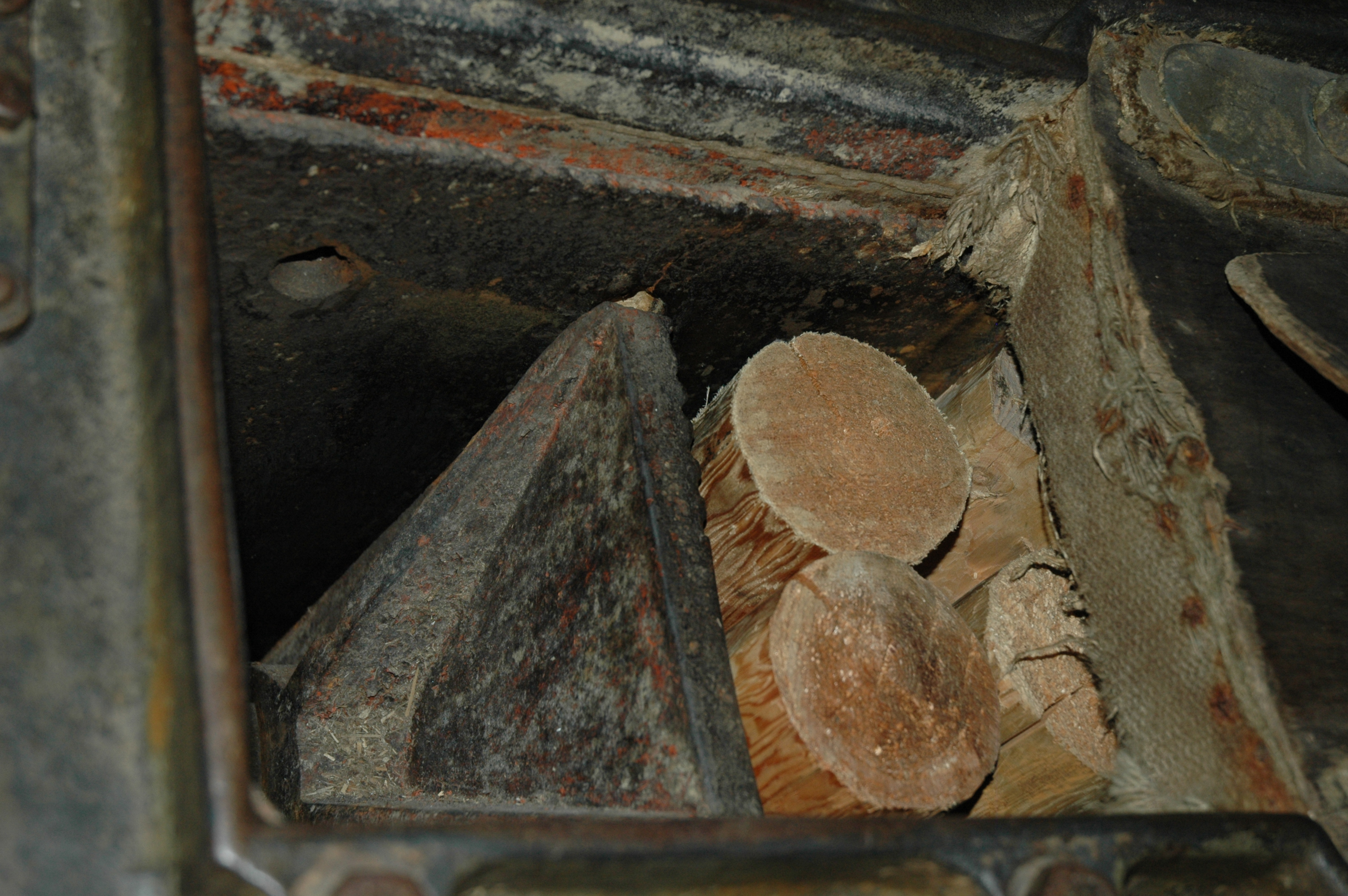